# Dánsko na Eurovision Song Contest
Dánsko se zúčastnilo 53 ročníků soutěže Eurovision Song Contest, poprvé v roce 1957. Země se do soutěže nejprve zapojila na 10 let, po roce 1966 ale Eurovizi na 11 let opustila. V roce 1978 se země opět vrátila a od té doby chyběla pouze čtyřikrát. Reprezentantem země se stává vítěz národního kola Dansk Melodi Grand Prix.
Dánsko vyhrálo třikrát, poprvé v roce 1963 Grethe a Jørgen Ingmann s písní „Dansevise“, další vítězství zajistili Olsen Brothers v roce 2000 se skladbou „Fly on the Wings of Love“. O rok později Dánsko, jakožto hostitelská země, získalo druhé místo, o které se zasloužili Rollo and King s písní „Never Ever Let You Go“, další rok ale naopak země skončila vůbec poprvé na posledním místě. Třetí vítězství vybojovala s písní „Only Teardrops“ zpěvačka Emmelie de Forest v roce 2013. Dánsko skončilo mezi pěti nejlepšími celkem 14krát.

## Výsledky
| Rok                           | Interpret                      | Píseň                              | Jazyk      | Finále        | Finále        | Semifinále                  | Semifinále                  |
| Rok                           | Interpret                      | Píseň                              | Jazyk      | Pořadí        | Body          | Pořadí                      | Body                        |
| ----------------------------- | ------------------------------ | ---------------------------------- | ---------- | ------------- | ------------- | --------------------------- | --------------------------- |
| 1957                          | Birthe Wilke a Gustav Winckler | „Skibet skal sejle i nat“          | dánština   | 3.            | 10            | nekonalo se                 | nekonalo se                 |
| 1958                          | Raquel Rastenni                | „Jeg rev et blad ud af min dagbog“ | dánština   | 8.            | 3             | nekonalo se                 | nekonalo se                 |
| 1959                          | Birthe Wilke                   | „Uh, jeg ville ønske jeg var dig“  | dánština   | 5.            | 12            | nekonalo se                 | nekonalo se                 |
| 1960                          | Katy Bødtger                   | „Det var en yndig tid“             | dánština   | 10.           | 4             | nekonalo se                 | nekonalo se                 |
| 1961                          | Dario Campeotto                | „Angelique“                        | dánština   | 5.            | 12            | nekonalo se                 | nekonalo se                 |
| 1962                          | Ellen Winther                  | „Vuggevise“                        | dánština   | 10.           | 2             | nekonalo se                 | nekonalo se                 |
| 1963                          | Grethe a Jørgen Ingmann        | „Dansevise“                        | dánština   | 1.            | 42            | nekonalo se                 | nekonalo se                 |
| 1964                          | Bjørn Tidmand                  | „Sangen om dig“                    | dánština   | 9.            | 4             | nekonalo se                 | nekonalo se                 |
| 1965                          | Birgit Brüel                   | „For din skyld“                    | dánština   | 7.            | 10            | nekonalo se                 | nekonalo se                 |
| 1966                          | Ulla Pia                       | „Stop – mens legen er go'“         | dánština   | 14.           | 4             | nekonalo se                 | nekonalo se                 |
| bez účasti v letech 1967–1977 |                                |                                    |            |               |               | nekonalo se                 | nekonalo se                 |
| 1978                          | Mabel                          | „Boom Boom“                        | dánština   | 16.           | 13            | nekonalo se                 | nekonalo se                 |
| 1979                          | Tommy Seebach                  | „Disco Tango“                      | dánština   | 6.            | 76            | nekonalo se                 | nekonalo se                 |
| 1980                          | Bamses Venner                  | „Tænker altid på dig“              | dánština   | 14.           | 25            | nekonalo se                 | nekonalo se                 |
| 1981                          | Tommy Seebach a Debbie Cameron | „Krøller eller ej“                 | dánština   | 11.           | 41            | nekonalo se                 | nekonalo se                 |
| 1982                          | Brixx                          | „Video-Video“                      | dánština   | 17.           | 5             | nekonalo se                 | nekonalo se                 |
| 1983                          | Gry Johansen                   | „Kloden drejer“                    | dánština   | 17.           | 16            | nekonalo se                 | nekonalo se                 |
| 1984                          | Hot Eyes                       | „Det' lige det“                    | dánština   | 4.            | 101           | nekonalo se                 | nekonalo se                 |
| 1985                          | Hot Eyes                       | „Sku' du spørg' fra no'en“         | dánština   | 11.           | 41            | nekonalo se                 | nekonalo se                 |
| 1986                          | Lise Haavik                    | „Du er fuld af løgn“               | dánština   | 6.            | 77            | nekonalo se                 | nekonalo se                 |
| 1987                          | Bandjo a Anne-Cathrine Herdorf | „En lille melodi“                  | dánština   | 5.            | 83            | nekonalo se                 | nekonalo se                 |
| 1988                          | Hot Eyes                       | „Ka' du se hva' jeg sa'“           | dánština   | 3.            | 92            | nekonalo se                 | nekonalo se                 |
| 1989                          | Birthe Kjær                    | „Vi maler byen rød“                | dánština   | 3.            | 111           | nekonalo se                 | nekonalo se                 |
| 1990                          | Lonnie Devantier               | „Hallo Hallo“                      | dánština   | 8.            | 64            | nekonalo se                 | nekonalo se                 |
| 1991                          | Anders Frandsen                | „Lige der hvor hjertet slår“       | dánština   | 19.           | 8             | nekonalo se                 | nekonalo se                 |
| 1992                          | Lotte Nillson a Kenny Lübcke   | „Alt det som ingen ser“            | dánština   | 12.           | 47            | nekonalo se                 | nekonalo se                 |
| 1993                          | Seebach Band                   | „Under stjernerne på himlen“       | dánština   | 22.           | 9             | Kvalifikacija za Millstreet | Kvalifikacija za Millstreet |
| bez účasti v roce 1994        |                                |                                    |            |               |               |                             |                             |
| 1995                          | Aud Wilken                     | „Fra Mols til Skagen“              | dánština   | 5.            | 92            | nekonalo se                 | nekonalo se                 |
| 1996                          | Dorthe Andersen a Martin Loft  | „Kun med dig“                      | dánština   | nepostup      | nepostup      | 25.                         | 22                          |
| 1997                          | Kølig Kaj                      | „Stemmen i mit liv“                | dánština   | 16.           | 25            | nekonalo se                 | nekonalo se                 |
| bez účasti v roce 1998        |                                |                                    |            |               |               | nekonalo se                 | nekonalo se                 |
| 1999                          | Trine Jepsen a Michael Teschl  | „This Time I Mean It“              | angličtina | 8.            | 71            | nekonalo se                 | nekonalo se                 |
| 2000                          | Olsen Brothers                 | „Fly on the Wings of Love“         | angličtina | 1.            | 195           | nekonalo se                 | nekonalo se                 |
| 2001                          | Rollo and King                 | „Never Ever Let You Go“            | angličtina | 2.            | 177           | nekonalo se                 | nekonalo se                 |
| 2002                          | Malene                         | „Tell Me Who You Are“              | angličtina | 24.           | 7             | nekonalo se                 | nekonalo se                 |
| bez účasti v roce 2003        |                                |                                    |            |               |               | nekonalo se                 | nekonalo se                 |
| 2004                          | Tomas Thordarson               | „Shame on You“                     | angličtina | nepostup      | nepostup      | 13.                         | 56                          |
| 2005                          | Jakob Sveistrup                | „Talking to You“                   | angličtina | 9.            | 125           | 3.                          | 185                         |
| 2006                          | Sidsel Ben Semmane             | „Twist of Love“                    | angličtina | 18.           | 26            | TOP 11 z předchozího roku   | TOP 11 z předchozího roku   |
| 2007                          | DQ                             | „Drama Queen“                      | angličtina | nepostup      | nepostup      | 19.                         | 45                          |
| 2008                          | Simon Mathew                   | „All Night Long“                   | angličtina | 15.           | 60            | 3.                          | 112                         |
| 2009                          | Brinck                         | „Believe Again“                    | angličtina | 13.           | 74            | 8.                          | 69                          |
| 2010                          | Chanée a N'evergreen           | „In a Moment like This“            | angličtina | 4.            | 149           | 5.                          | 101                         |
| 2011                          | A Friend in London             | „New Tomorrow“                     | angličtina | 5.            | 134           | 2.                          | 135                         |
| 2012                          | Soluna Samay                   | „Should've Known Better“           | angličtina | 23.           | 21            | 9.                          | 63                          |
| 2013                          | Emmelie de Forest              | „Only Teardrops“                   | angličtina | 1.            | 281           | 1.                          | 167                         |
| 2014                          | Basim                          | „Cliche Love Song“                 | angličtina | 9.            | 74            | hostitelská země            | hostitelská země            |
| 2015                          | Anti Social Media              | „The Way You Are“                  | angličtina | nepostup      | nepostup      | 13.                         | 33                          |
| 2016                          | Lighthouse X                   | „Soldiers of Love“                 | angličtina | nepostup      | nepostup      | 17.                         | 34                          |
| 2017                          | Anja                           | „Where I Am“                       | angličtina | 20.           | 77            | 10.                         | 101                         |
| 2018                          | Rasmussen                      | „Higher Ground“                    | angličtina | 9.            | 226           | 5.                          | 204                         |
| 2019                          | Leonora                        | „Love Is Forever“                  | angličtina | 12.           | 120           | 10.                         | 94                          |
| 2020                          | Ben and Tan                    | „Yes“                              | angličtina | ročník zrušen | ročník zrušen | ročník zrušen               | ročník zrušen               |
| 2021                          | Fyr og Flamme                  | „Øve os på hinanden“               | dánština   | nepostup      | nepostup      | 11.                         | 89                          |
| 2022                          | Reddi                          | „The Show“                         | angličtina | nepostup      | nepostup      | 13.                         | 55                          |
| 2023                          | Reiley                         | „Breaking My Heart“                | angličtina | nepostup      | nepostup      | 14.                         | 6                           |
| 2024                          | Saba                           | „Sand“                             | angličtina | nepostup      | nepostup      | 12.                         | 36                          |
| 2025                          | Sissal                         | „Hallucination“                    | angličtina | 23.           | 47            | 8.                          | 61                          |

| Legenda | Legenda                              |
| ------- | ------------------------------------ |
| 1       | 1. místo                             |
| 2       | 2. místo                             |
| 3       | 3. místo                             |
| ◁       | poslední místo                       |
| X       | interpret vybrán, ale nezúčastnil se |

## Galerie

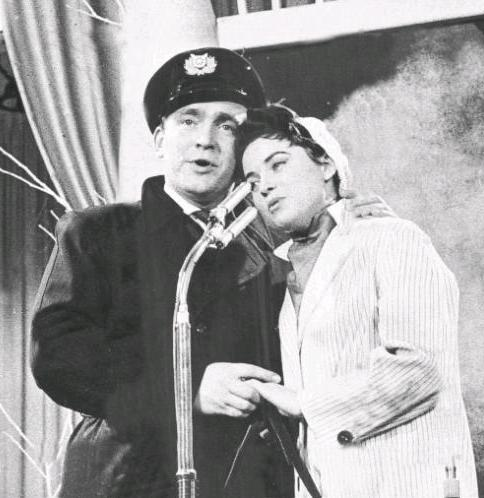
Birthe Wilke a Gustav Winckler ve Frankfurtu (1957)
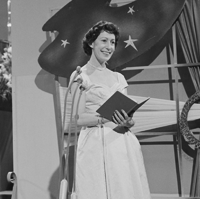
Raquel Rastenni v Hilversumu (1958)
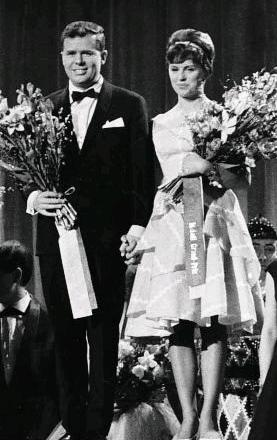
Grethe a Jørgen Ingmann (1963)
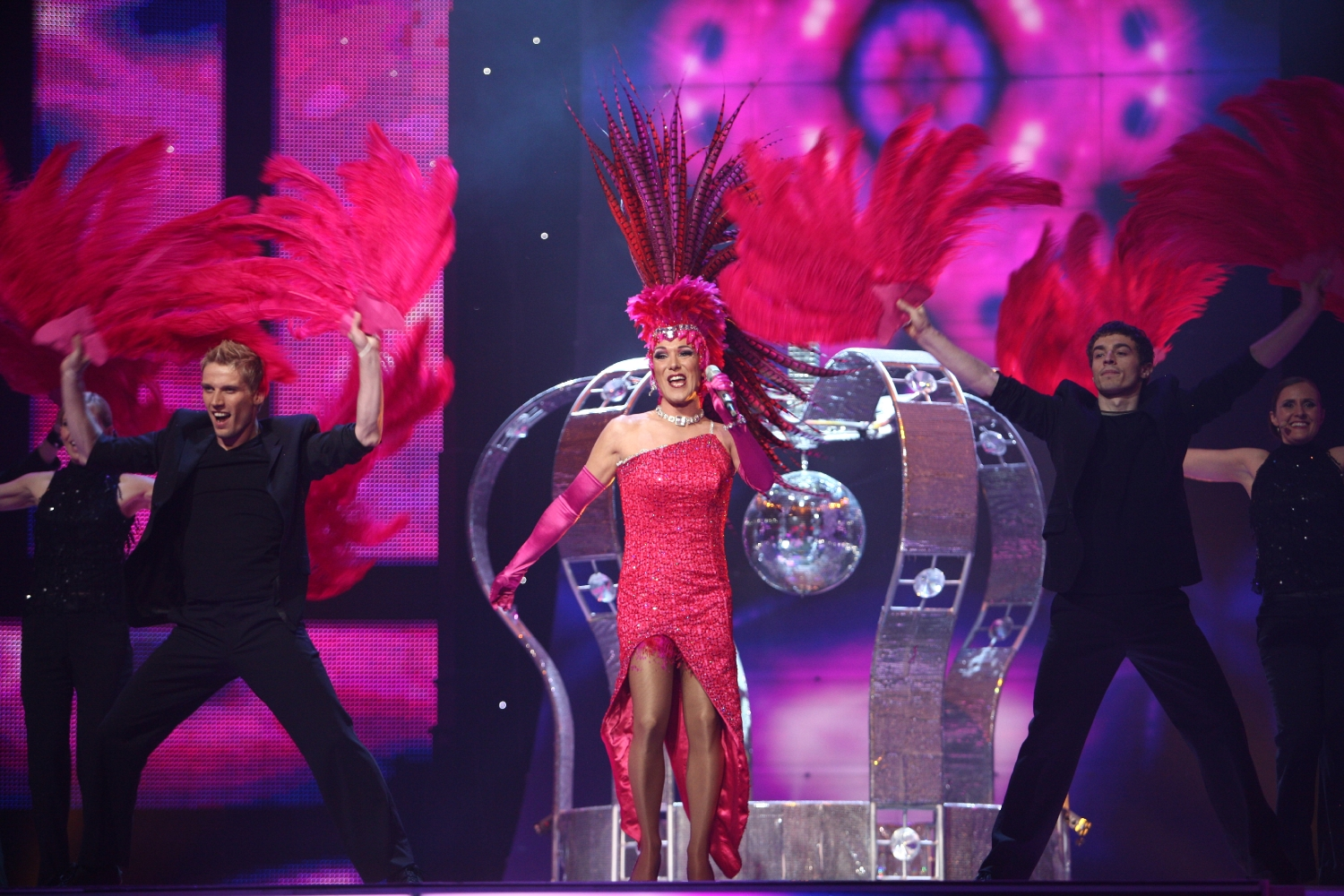
DQ v Helsinkách (2007)
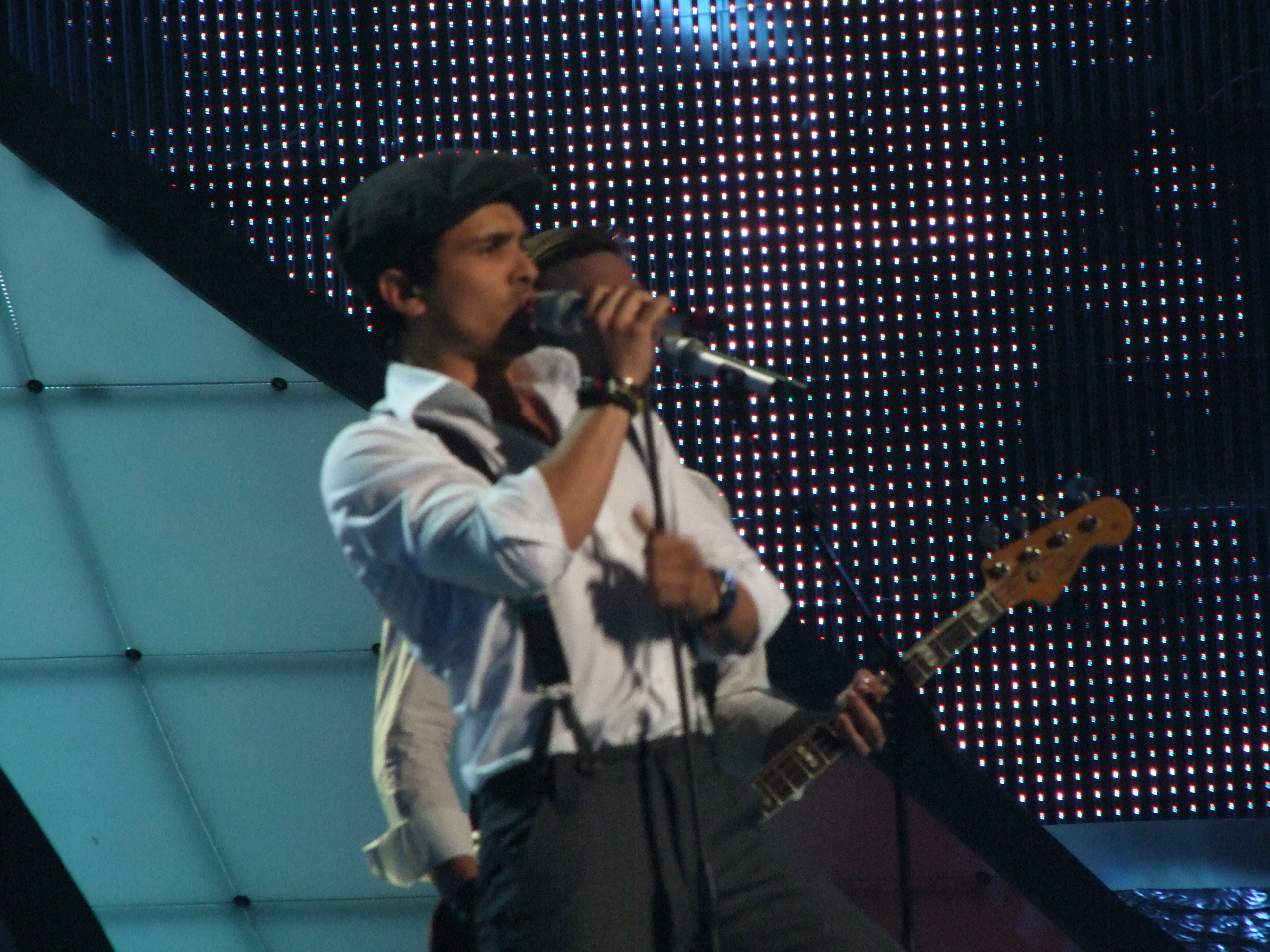
Simon Mathew v Bělehradu (2008)
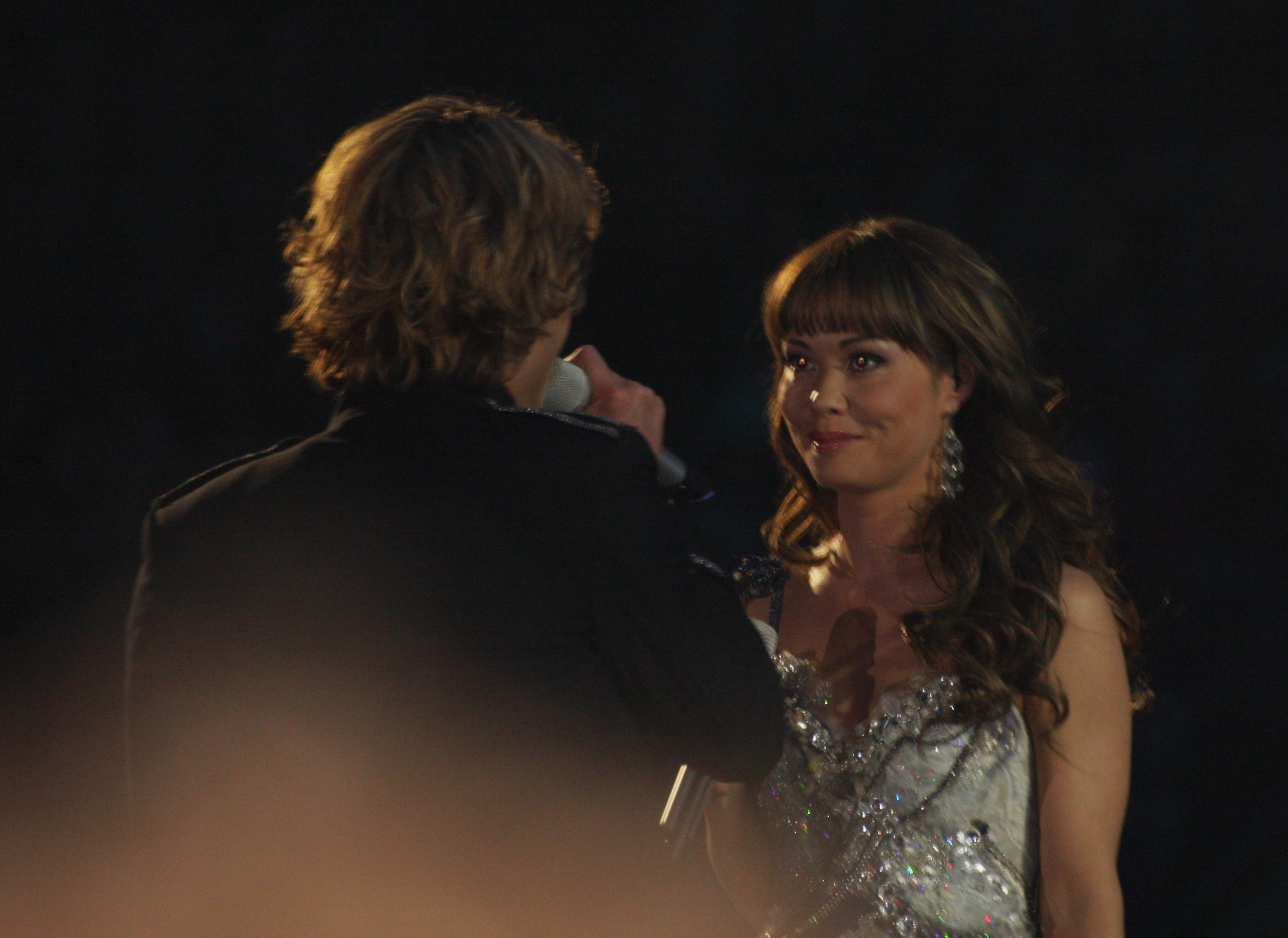
Chanée a N'evergreen v Oslu (2010)
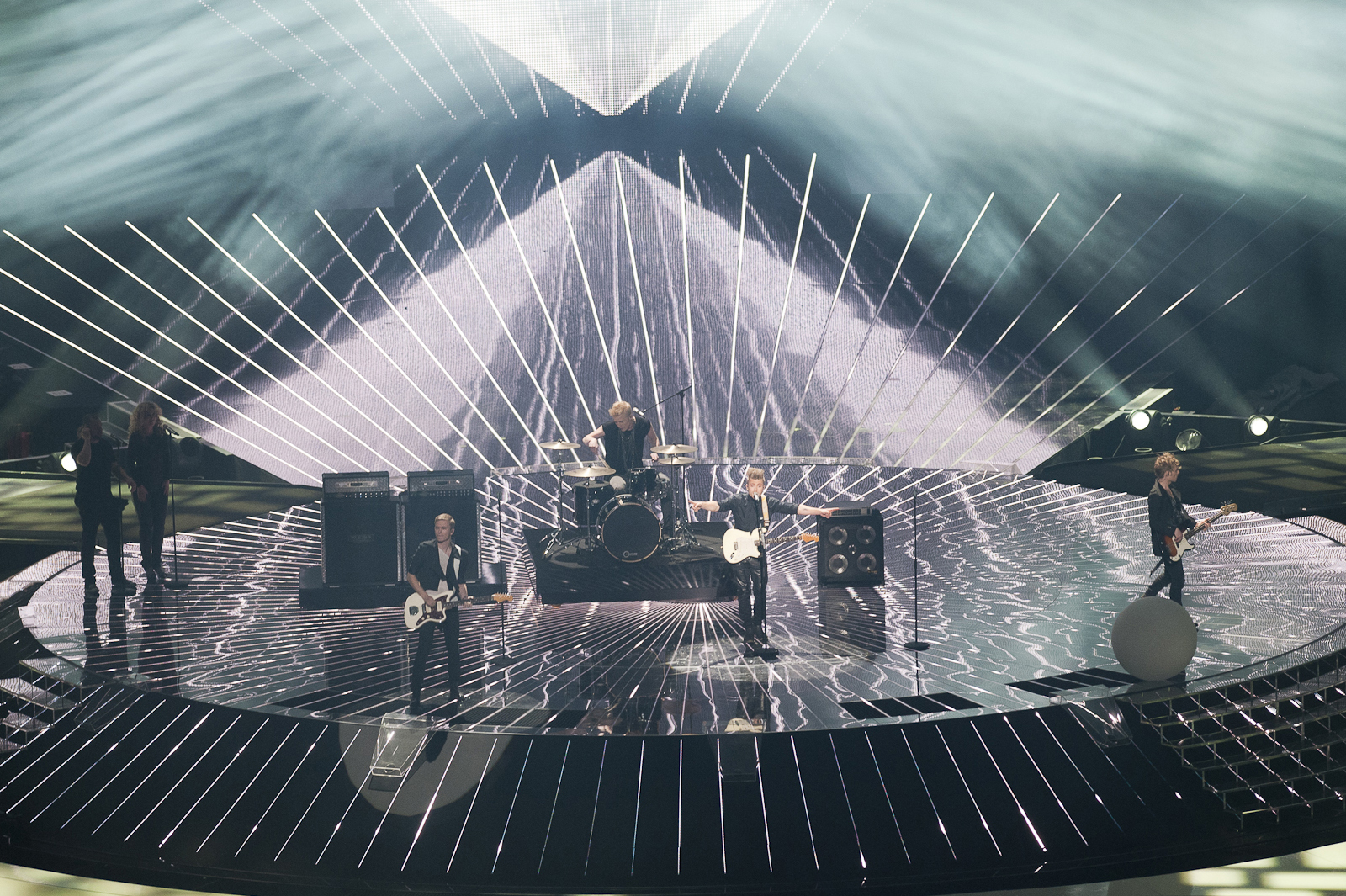
A Friend in London v Düsseldorfu (2011)
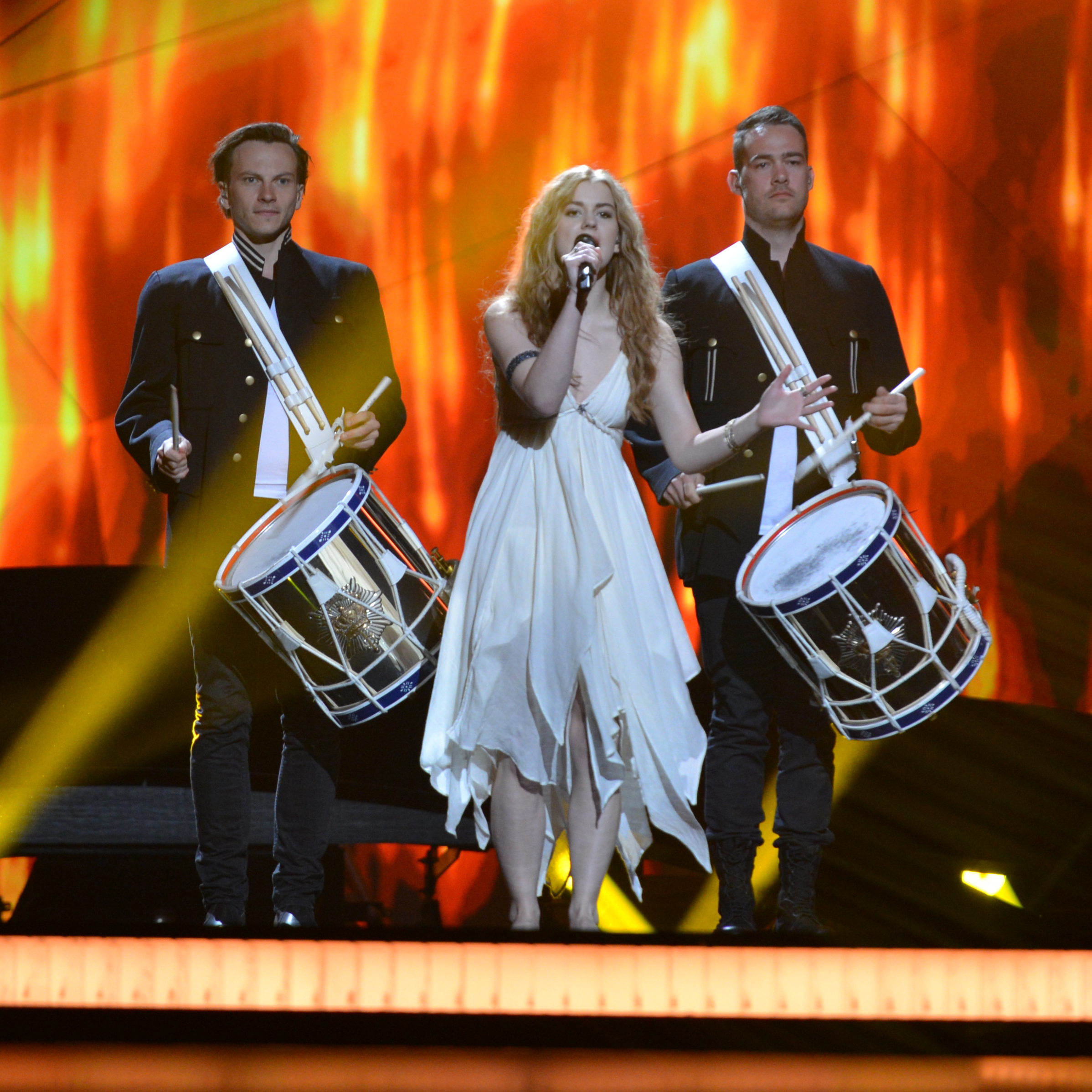
Emmelie de Forest v Malmö (2013)
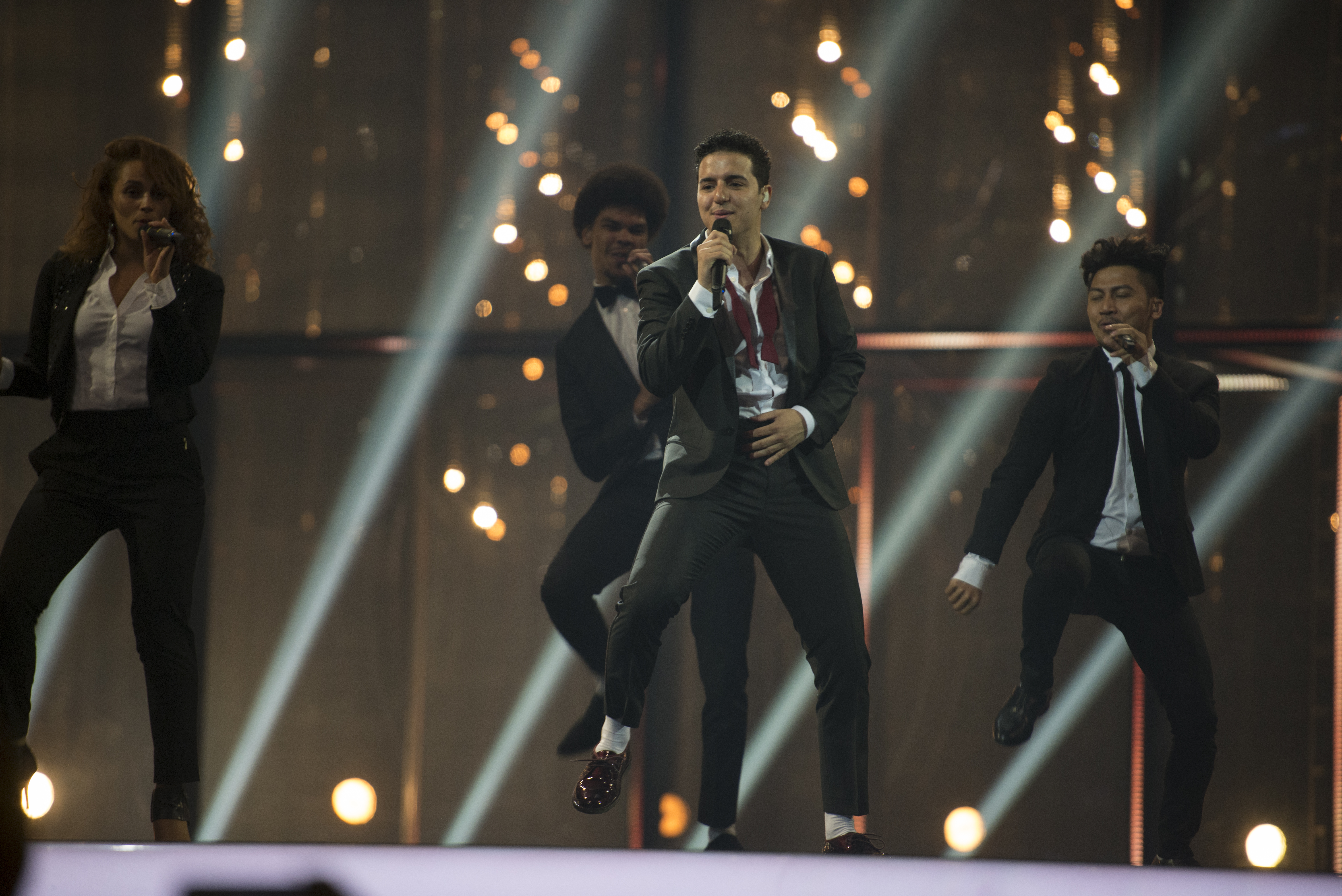
Basim v Kodani (2014)
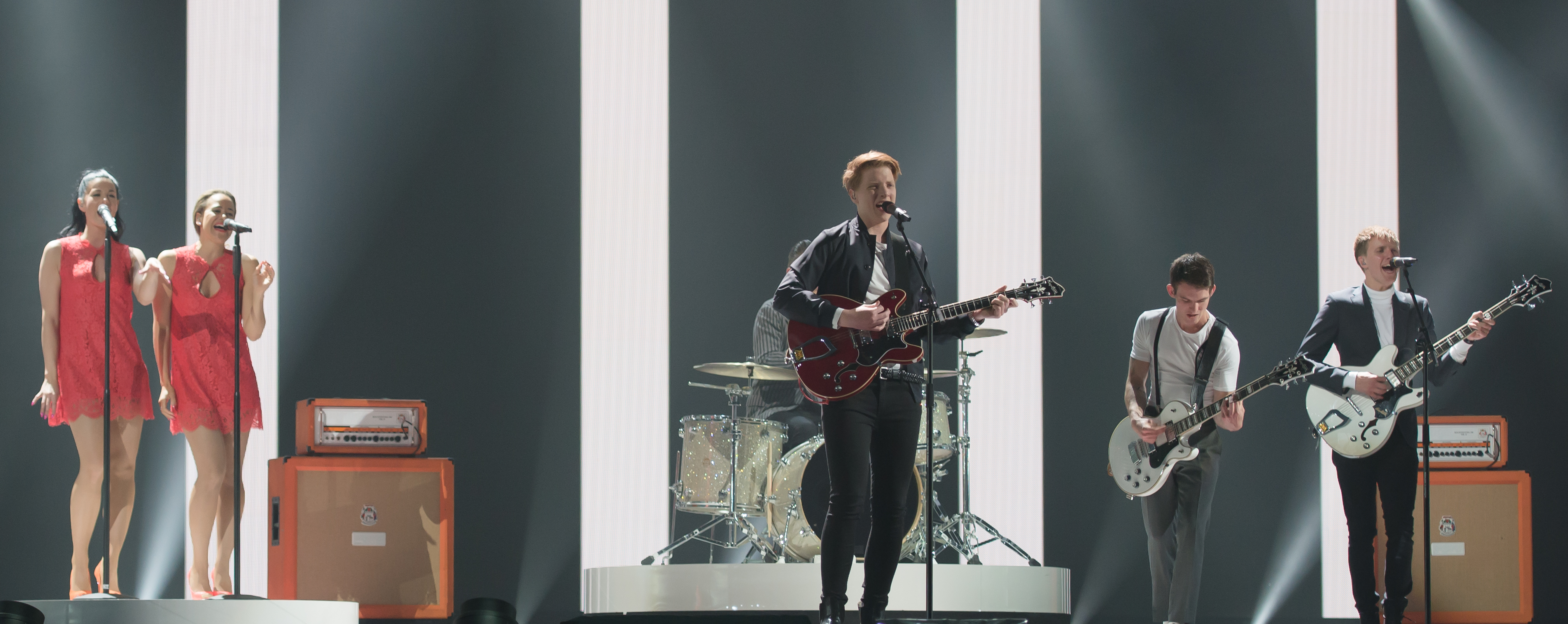
Anti Social Media ve Vídni (2015)
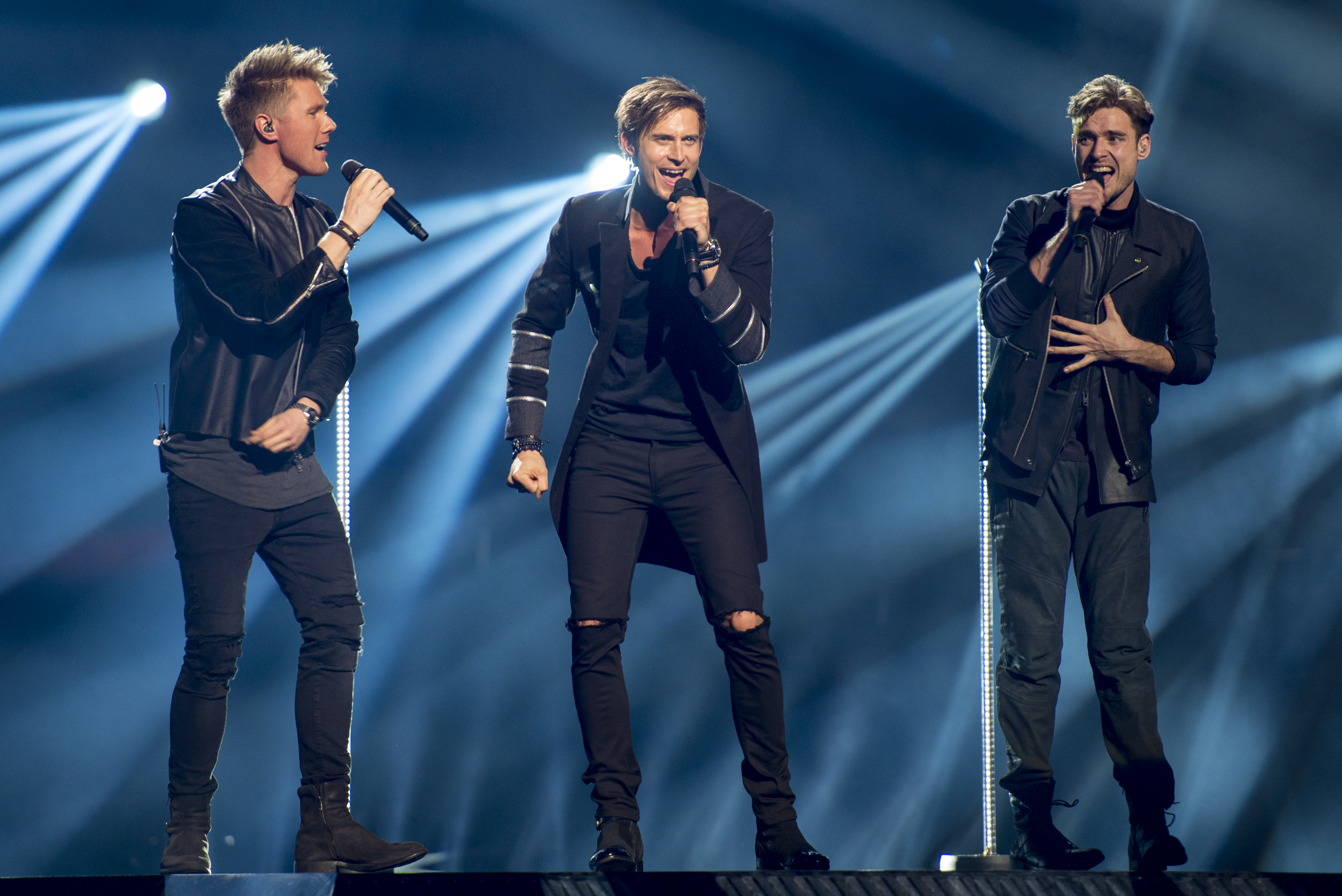
Lighthouse X ve Stockholmu (2016)
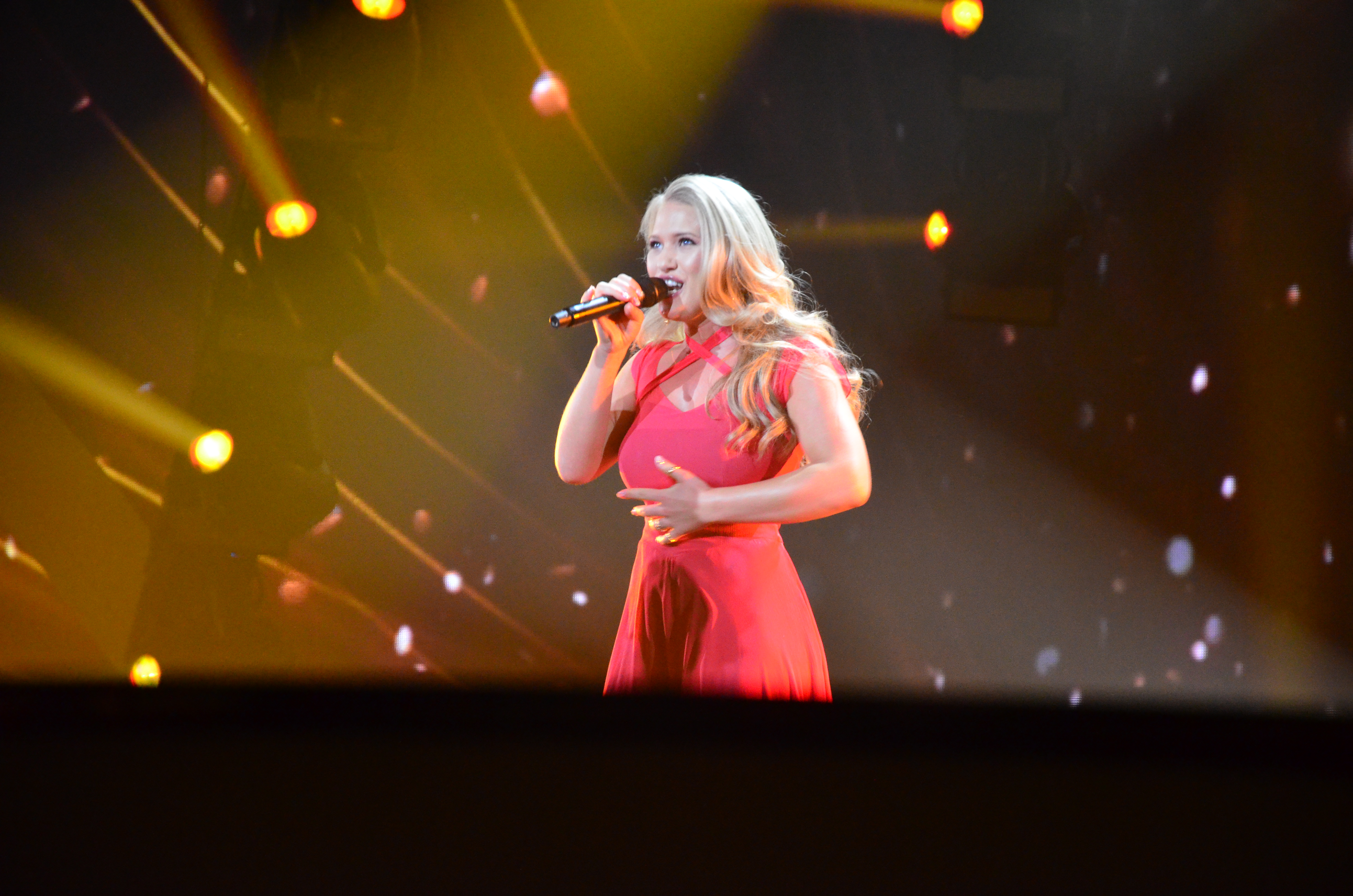
Anja Nissen v Kyjevě (2017)
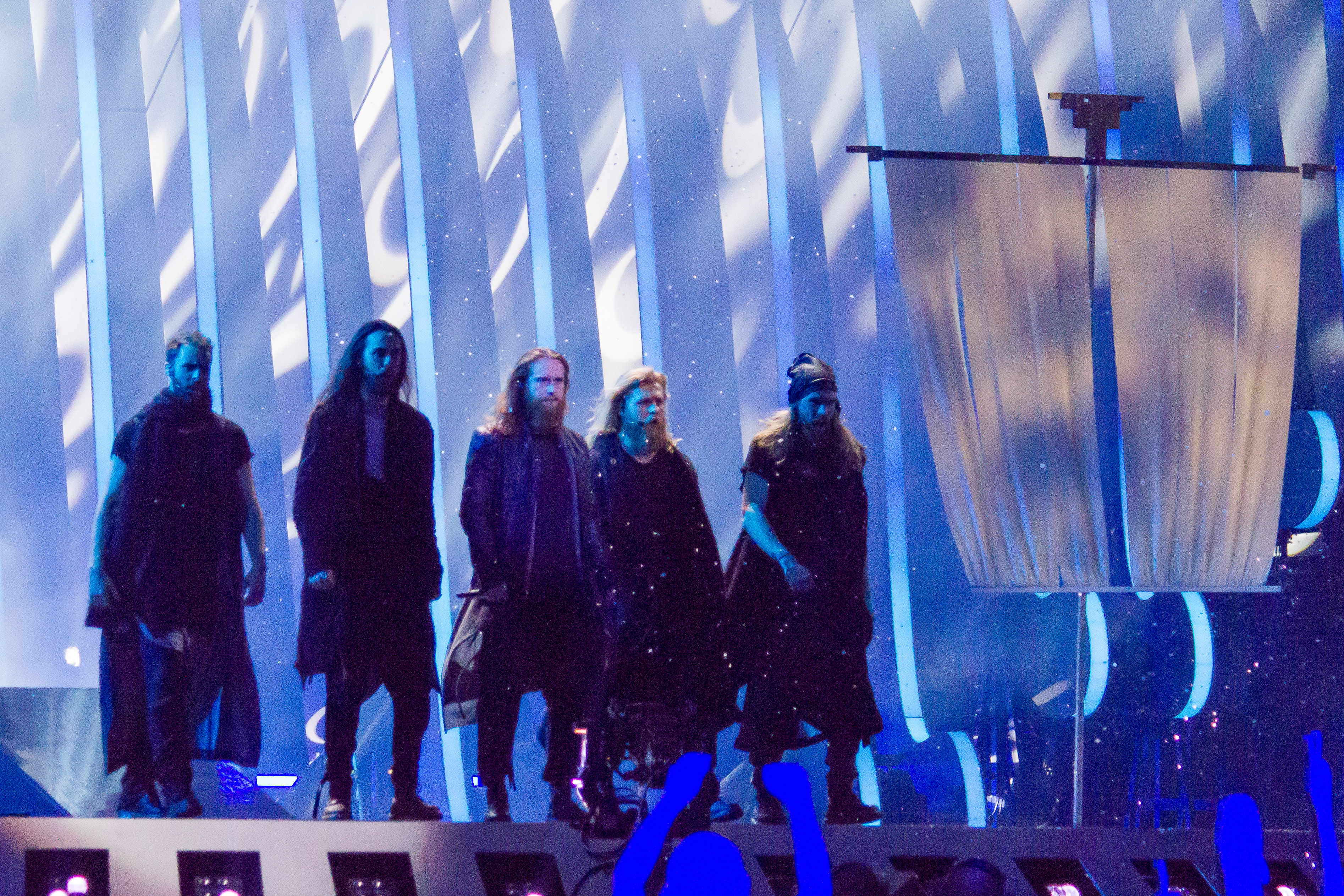
Rasmussen v Lisabonu (2018)
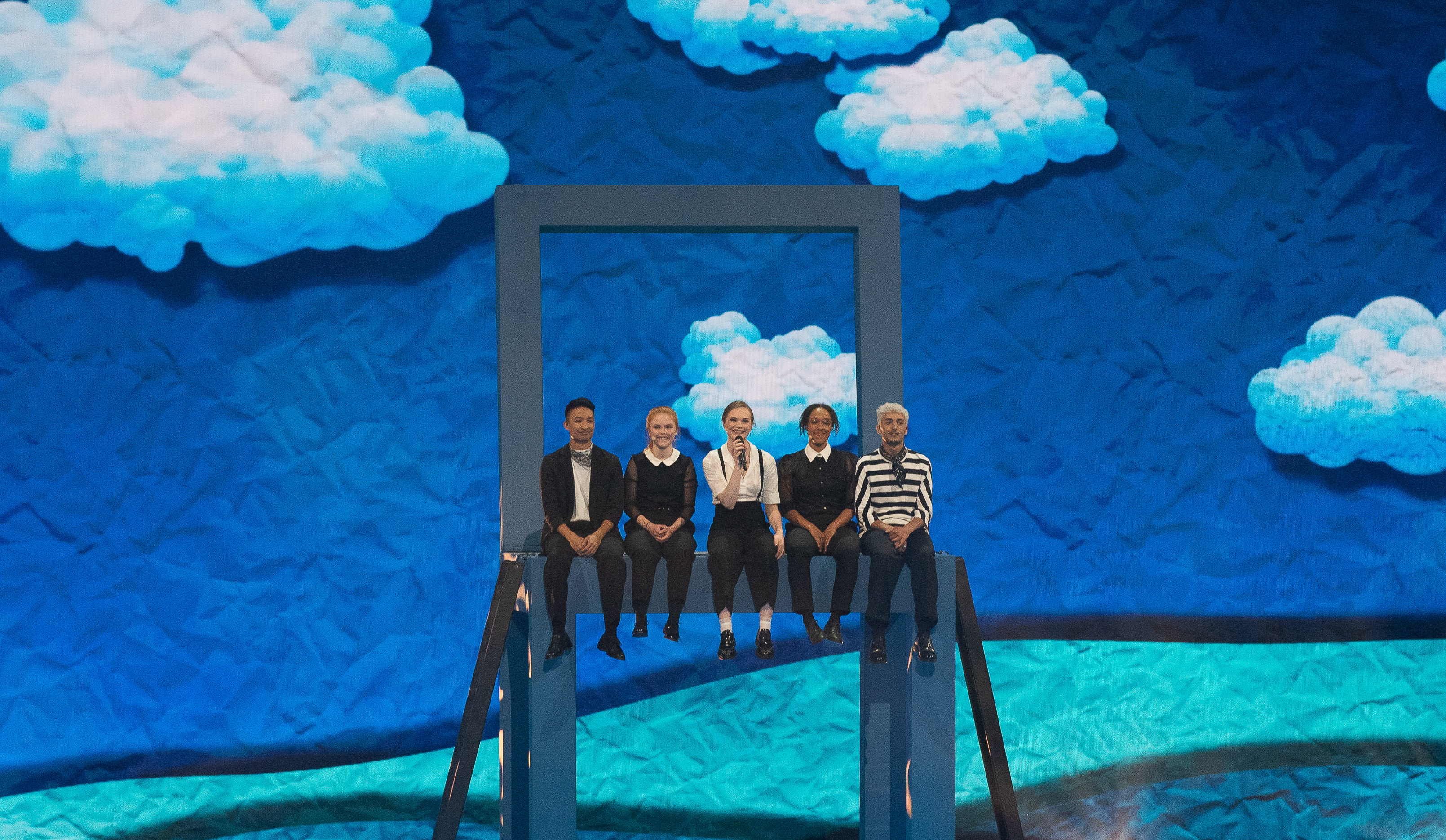
Leonora v Tel Avivu (2019)
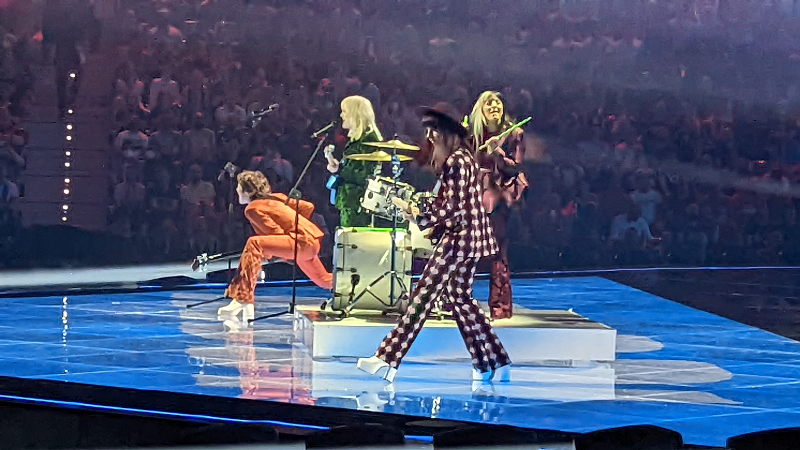
Reddi v Turíně (2022)
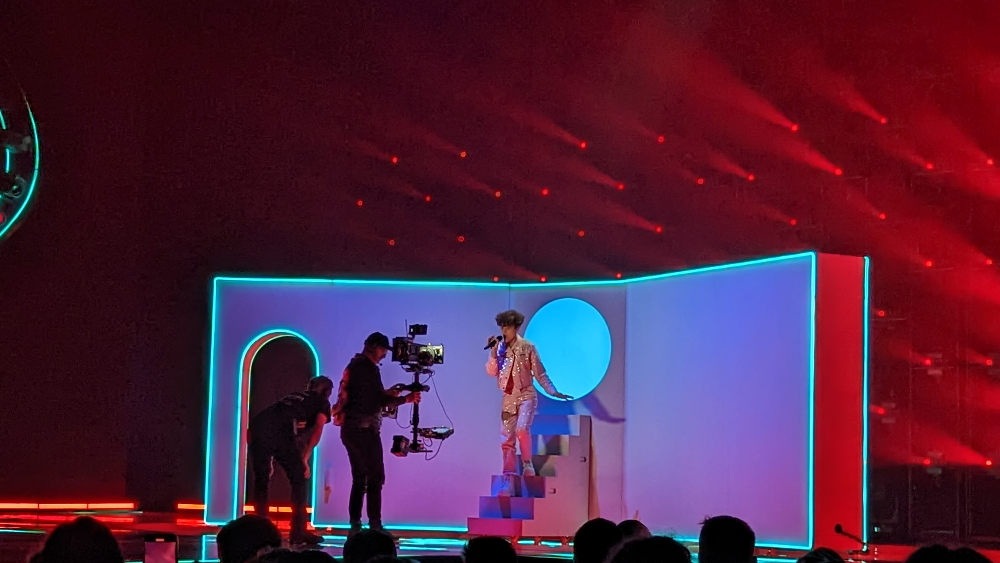
Reiley v Liverpoolu (2023)
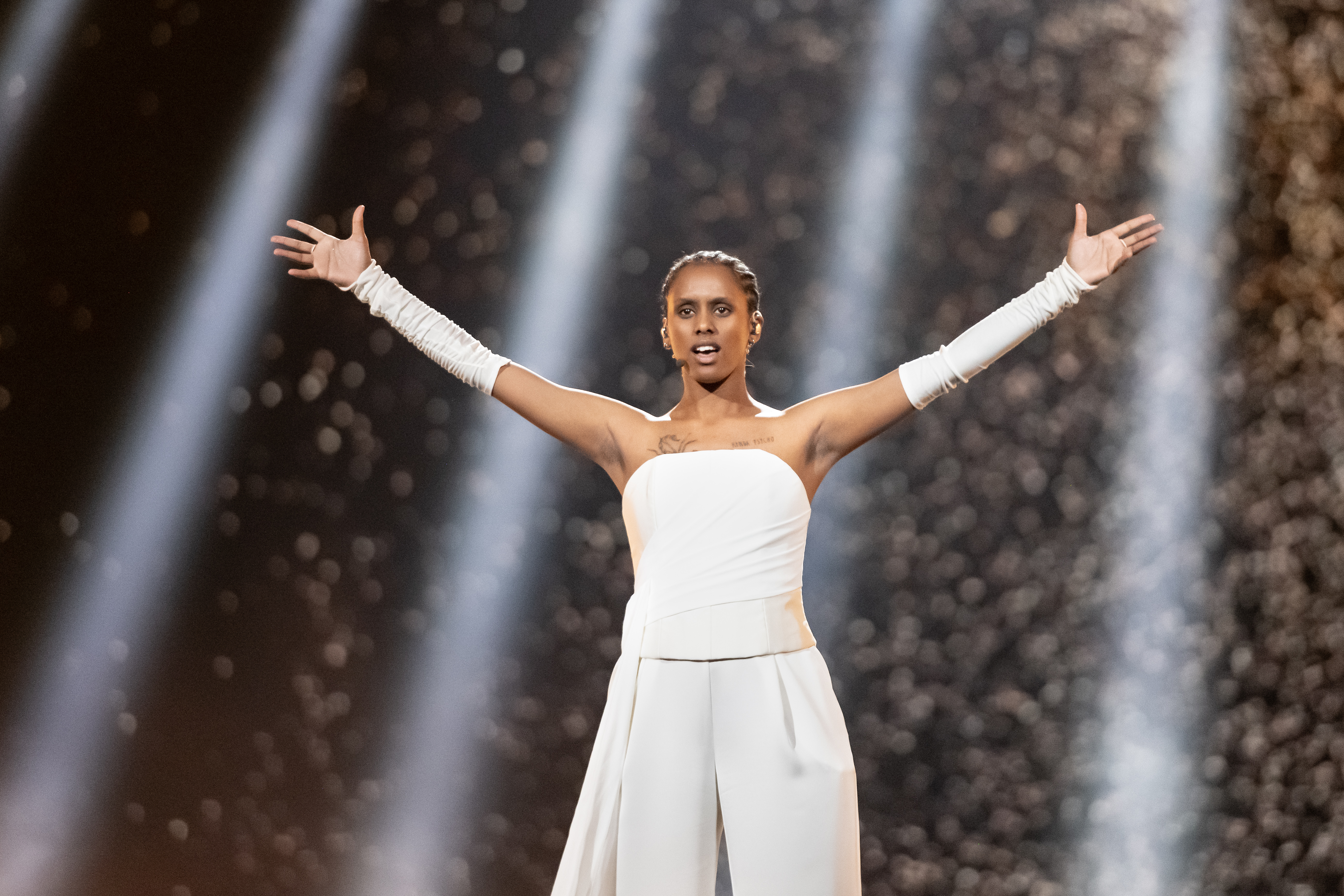
Saba v Malmö (2024)
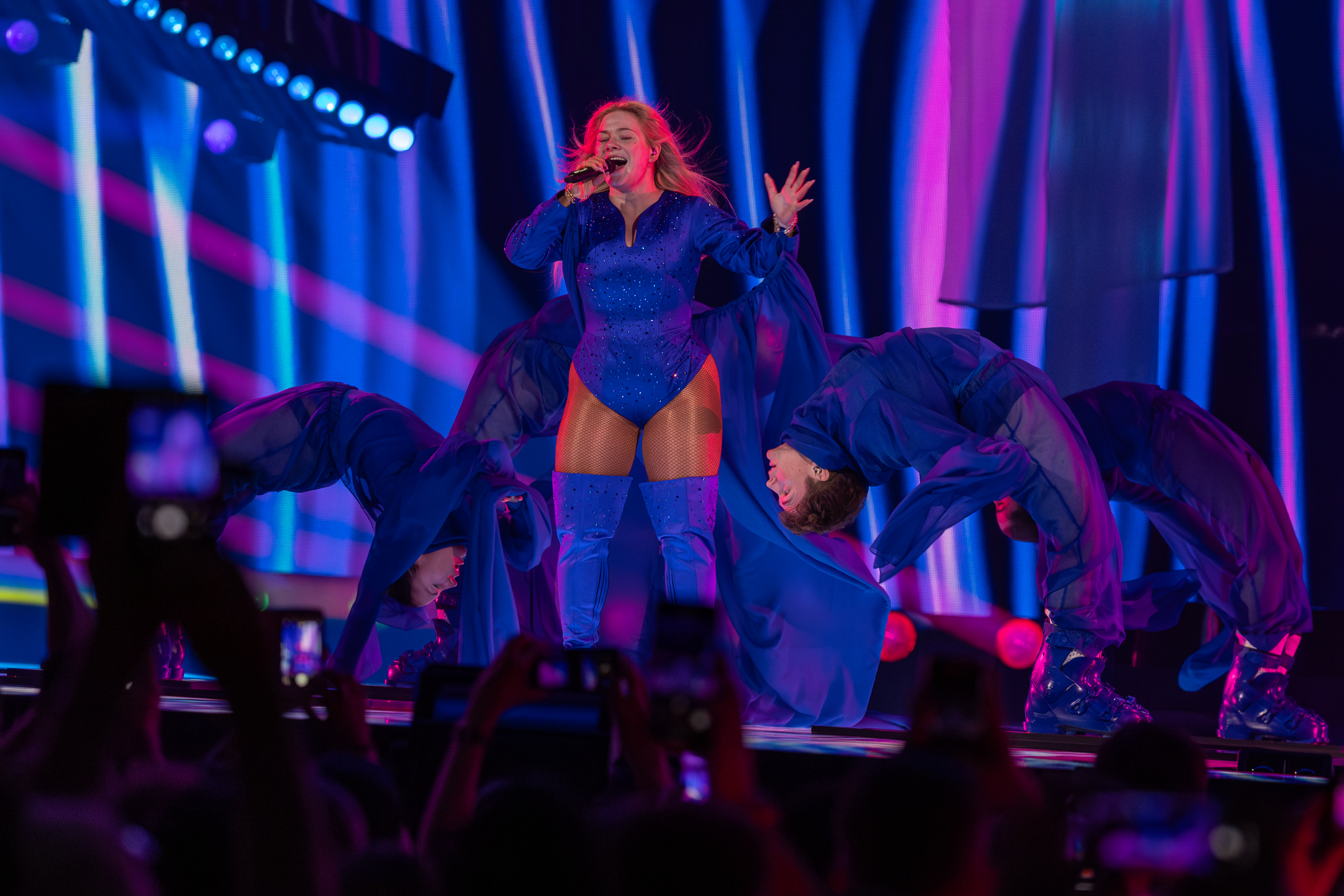
Sissal v Basileji (2025)